# Hamilton Xavier
Hamilton Xavier, (Niterói, 7 de agosto de 1916 – Niterói, 30 de janeiro de 2006) foi um advogado, professor e político brasileiro, outrora vice-governador do Rio de Janeiro.

## Dados biográficos
Filho de Everton da Costa Xavier e Alice Fernandes Xavier. Advogado formado pela Faculdade de Direito da Universidade Federal Fluminense em 1927, tornou-se sócio de um escritório de advocacia e iniciou sua atividade política antes do Estado Novo e somente com o fim do respectivo regime voltou à vida pública aproximando-se de Amaral Peixoto. Eleito deputado estadual pelo PSD em 1947, Hamilton Xavier não disputou a reeleição no pleito seguinte, preferindo integrar-se ao Tribunal de Contas do Estado do Rio de Janeiro, corte da qual foi procurador no governo Miguel Couto Filho. Primeiro suplente de deputado estadual em 1954, exerceu o mandato quando Moacir Azevedo foi secretário de Agricultura do governador Miguel Couto Filho.
Eleito deputado estadual em 1958, foi líder do governo Celso Peçanha. Novamente posicionado na suplência em 1962, dividiu-se entre o cargo de secretário de Justiça no governo Badger da Silveira e o exercício do mandato parlamentar. Com a cassação deste pelo Regime Militar de 1964, Hamilton Xavier tornou-se líder do governo Paulo Torres, embora tenha ingressado no MDB quando outorgaram o bipartidarismo no ano seguinte.
Alternando períodos entre a política e o exercício de suas atividades profissionais como advogado e professor, foi eleito deputado federal em 1970 e depois vice-governador do Rio de Janeiro por via indireta na chapa de Chagas Freitas em 1978, sendo o primeiro ocupante do cargo após a fusão do respectivo estado com a Guanabara no Governo Ernesto Geisel. Restaurado o pluripartidarismo em 1980, ingressou no PDS sendo eleito deputado federal em 1982. Como parlamentar votou a favor da emenda Dante de Oliveira em 1984 e em Paulo Maluf no Colégio Eleitoral em 1985, deixando a vida pública ao final do mandato.